# Sophie Carle
Sophie Carle (Lussemburgo, 7 giugno 1964) è una cantante e attrice lussemburghese.
È apparsa in diversi film e ha rappresentato il suo paese nell'Eurovision Song Contest del 1984 con la canzone "100% d'amour". Era solo la quarta lussemburghese nativa a rappresentare il paese, dopo Camillo Felgen (1960 e 1962), Chris Baldo (1968) e Monique Melsen (1971).

## Filmografia
- Cavalcade, regia di Steve Suissa (2005)
- Peur blanche (1998)
- Coup de vice (1996)
- Placé en garde à vue (1994)
- Un commissario a Roma (1993)
- Années campagne, Les (1992)
- Triplex (1991)
- "Gorille, Le" .... Mlle Bondon (1 episodio, 1990)
- Câlins d'abord (1989)
- Quicker Than the Eye (1989)
- Diventerò padre (1988)
- Napoleon and Josephine: A Love Story (1987)
- Or noir de Lornac, L (1987)
- Bing (1986)
- Requiem pour un fumeur (1985)
- À nous les garçons (1984)
- Souvenirs souvenirs (1984)
- Plus beau que moi, tu meurs, regia di Philippe Clair (1982)